# Кауліфлорія
Кауліфлорія (від лат. caulis — стебло і flos (floris) — квітка) — утворення квіток, а потім і плодів безпосередньо на стовбурі або старих гілках рослин. Квітки розвиваються із сплячих бруньок. Для розвитку плодів на товстих гілках застосовується особливий термін — раміфлорія (лат. Ramus — «гілка»). За припущенням натураліста Алфреда Воллеса (англ. Alfred Russel Wallace), квіти, розташовані на стовбурі нижче крони, легше відшукати запилювачам. Плоди таких дерев також більш доступні для птахів, кажанів і тих тварин, що не можуть літати, які, з'їдаючи плід, поширюють насіння. Деревам з дуже великими і важкими плодами кауліфлорія дозволяє вберегти тонкі гілки, які не витримали б ваги плодів.
|              |             |                          |                    |                |
| Квітки какао | Плоди какао | Квітки кавунового дерева | Квітки вовчих ягід | Плоди обліпихи |

Кауліфлорія зустрічається у тропічних рослин, серед яких фікуси (Ficus), какао (Theobroma cacao), папая (Carica papaya), хурма (Diospyros), дуріан (Durio), хлібне дерево (Artocarpus altilis), джекфрут (Artocarpus heterophyllus), чемпедак (Artocarpus champeden) тощо. Серед рослин, що ростуть в Україні, це явище зустрічається у вовчих ягід (Daphne mezereum) і обліпихи (Hippophaë rhamnoides).